# Monasterio de Santa María de Obarenes
El monasterio de Santa María de Obarenes es un edificio del municipio español de Encío, en la provincia de Burgos.

## Descripción
Se ubica en la localidad de Obarenes, perteneciente al término municipal burgalés de Encío, en los montes Obarenes. El monasterio, que habría sido reedificado en 1151 por Alfonso VII, hoy día se encuentra en ruinas y ha ingresado en la lista roja de patrimonio en peligro. Inicialmente, antes de su restauración medieval, habría recibido el nombre «de los Santos Lorenzo, Mamés, Justo y Pastor y Caprasio». El edificio, que se incendió en 1781 (y después de ello fue restaurado), terminó siendo abandonado en 1835 por la comunidad monacal que lo habitaba.